# Florimond Claude, conte di Mercy-Argenteau
Florimond Claude, conte di Mercy-Argenteau (Liegi, 20 aprile 1727 – Londra, 25 agosto 1794) è stato un diplomatico austriaco con cittadinanza francese.

## Biografia
Figlio di Antonio, conte de Mercy-Argenteau, entrò al servizio dell'Austria come diplomatico, grazie all'aiuto dell'amico e ministro degli affari esteri austriaci Kaunitz, consigliere dell'imperatrice consorte del Sacro Romano Impero, Maria Teresa. Come ambasciatore si recò a Torino, a San Pietroburgo, e nel 1766 a Parigi.
Dopo il matrimonio fra Maria Antonietta e Luigi XVI, diventò il consigliere più fidato della delfina (e poi regina) di Francia, della quale era più vecchio di ventotto anni e per cui rappresentava una sorta di figura paterna. Quando, quattro anni dopo, Luigi XVI e Maria Antonietta ascesero al trono di Francia, divenne uno dei più potenti uomini della corte francese e rifiutò le successive offerte, pervenutegli da quella di Vienna, di rientrare in patria per occupare il posto del declinante Kaunitz.
Durante gli anni turbolenti che annunciarono la rivoluzione francese, appoggiò sia Loménie de Brienne prima, e poi Necker. Nel 1792 divenne governatore dei Paesi Bassi Austriaci. Anche se a favore di politica moderata, fu uno dei primi a sostenere l'opportunità dell'entrata in guerra dell'Austria contro la Francia rivoluzionaria, ormai non più monarchica.
Nel luglio 1794 fu nominato ambasciatore austriaco in Gran Bretagna, ma morì a Londra poco dopo il suo arrivo.

## Nella cultura di massa

### Cinema
- Maria Antonietta, con Henry Stephenson (1938);
- Marie Antoinette, con Steve Coogan (2006).